# جولي فيشر
جولي فيشر (بالإنجليزية: Joely Fisher)، (ولدت في 29 أكتوبر 1967) هي ممثلة ومغنية أمريكية. اشتهرت من خلال تجسيدها لدور «بيج كلارك» في مسلسل «إيلين» على قنوات أيه بي سي الأمريكية، وكذلك دور «جوي ستارك» في مسرحية «حتى الموت». وهي معروفة أيضًا بالغناء في برودواي في نيويورك، في التسعينيات.

## خلفية
ولدت فيشر في بربانك، كاليفورنيا. وهي الابنة الأكبر للمغني الأمريكي إدي فيشر والممثلة كوني ستيفنز. أختها الصغرى هي الممثلة تريشيا ليه فيشر. وهي الأخت غير الشقيقة للممثلة كاري فيشر والمنتج تود فيشر.
قامت فيشر وشقيقتها بجولات في أنحاء العالم مع ستيفنز، حيث التحقت بمدارس مختلفة. تخرجت فيشر من ثانوية بيفرلي هيلز، ثم التحقت بكلية إمرسون في بوسطن.

## الحياة المهنية
وكان أول فيلم لها دور في الكوميديا آفيريل ذكية جدا (1986) بطول شقيقتها ولعبت دور كريس في مسلسل سكول بريك سبشل دراما (1991)ومن ثم دور مكرسة لمن احب (1991)مع دانيال فيرلأند ومن ثم فلم سافعل أي شيء (1994) مع نيك نولت الذي سا عد في أن تكبر مصيرتها بوصفة أهم ادورها
كان لديها العديد من الأدوار ضيف شرف على عروض مثل آلام النمو، الزهرة، كارولين في المدينة، الحدود الخارجية، غريس تحت النار والمدرب.
أخيرا، في عام 1994، حصلت دورها الأبرز عندما كان يلقي انها كلارك وبايج على إلين المسرحية الهزلية. لعبت دور حتى انتهت سلسلة في عام 1998. في نفس العام حصلت على ترشيح جائزة غولدن غلوب.
تابعت إلين مع دور الدكتور بريندا برادفورد في المفتش الأداة ميزة الفيلم (1999) مقابل برودريك ماثيو.
وكان فيشر برودواي لأول مرة كبديل في إحياء الشحوم (1994). كانت أيضا لاستبدالها في إحياء كاباريه (1998).
من عام 2003 حتى عام 2005، انها نجمة في شبكة لايف تايم الدراما بطاقة سلسلة البرية وزوي التأمين Busiek محقق. بعد ذلك، كان لديها دور متكرر كما نينا مدرب لينيت على ربات بيوت يائسات.
وأخيرا دورها كجوى ستارك في مسلسل قناة فوكس تل ديث
الحياة الشخصية
متزوج من مصور سينما فوتوغرافى كريستان ديبى من (1996 ديسمبر حتى الآن) لديها ابنتان
كما أنها زوجة أب لأثنين من أبناء زوجها وهي تعيش في لوس انجلوس بجور اختها تريسى
في خريف عام 2008 أصبحت سفيرا للفنان إنقاذ الطفولة. سافرت إلى خاي خاي، وموزامبيق، لزيارة الأطفال التي تشكل جزءا من برامج رعاية الطفل.

## وصلات خارجية
- جولي فيشر على موقع IMDb (الإنجليزية)
- جولي فيشر على موقع ألو سيني (الفرنسية)
- جولي فيشر على موقع ميوزك برينز (الإنجليزية)
- جولي فيشر على موقع أول موفي (الإنجليزية)
- جولي فيشر على موقع قاعدة بيانات برودواي على الإنترنت (الإنجليزية)
- جولي فيشر على موقع قاعدة بيانات الأفلام السويدية (السويدية)
- جولي فيشر على موقع إن إن دي بي (الإنجليزية)
- جولي فيشر على موقع ديسكوغز (الإنجليزية)
- جولي فيشر على موقع قاعدة بيانات الفيلم (الإنجليزية)
- جولي فيشر على موقع كينوبويسك (الروسية)

Internet Movie Database